# Spermophora kivu
Spermophora kivu là một loài nhện trong họ Pholcidae. Loài này được phát hiện ở Congo.